# LDraw
LDraw är en programvara som gör det möjligt att bygga virtuella legoskapelser.